# Kiss You Off
"Kiss You Off" – czwarty i ostatni singel z drugiego albumu amerykańskiej grupy pop dance Scissor Sisters zatytułowanego Ta-Dah. Utwór został wydany w Wielkiej Brytanii 28 maja 2007 roku. 
Teledysk do singla został wyreżyserowany przez Roberta Halesa, a akcja rozgrywa się w futurystycznym salonie piękności.

## Lista utworów
- 10" vinyl Picture disc

1. "Kiss You Off" (album version) – 5:02

- UK CD singel

1. "Kiss You Off" (album version) – 5:02
2. "Kiss You Off" (Mr. Oizo remix) – 4:20

- Międzynarodowy CD singel

1. "Kiss You Off" (album version) – 5:02
2. "Making Ladies" – 4:39
3. "Kiss You Off" (Mr. Oizo remix) – 4:20
4. "Kiss You Off" (music video)

- UK iTunes digital single

1. "Kiss You Off" (album version) – 5:02
2. "Bad Shit" (demo) – 2:28
3. "Kiss You Off" (Mr. Oizo remix) – 4:20

- Australia iTunes digital EP

1. "Kiss You Off" – 5:03
2. "Kiss You Off" (Mr. Oizo remix) – 4:17
3. "Making Ladies" – 4:42

## Notowania
| Lista (2007)     | Najwyższa pozycja |
| ---------------- | ----------------- |
| UK Singles Chart | 43                |